# PTP4A2
PTP4A2 (англ. Protein tyrosine phosphatase type IVA, member 2) – білок, який кодується однойменним геном, розташованим у людей на короткому плечі 1-ї хромосоми.  Довжина поліпептидного ланцюга білка становить 167 амінокислот, а молекулярна маса — 19 127.
| 10         |  | 20         |  | 30         |  | 40         |  | 50         |
| ---------- |  | ---------- |  | ---------- |  | ---------- |  | ---------- |
| MNRPAPVEIS |  | YENMRFLITH |  | NPTNATLNKF |  | TEELKKYGVT |  | TLVRVCDATY |
| DKAPVEKEGI |  | HVLDWPFDDG |  | APPPNQIVDD |  | WLNLLKTKFR |  | EEPGCCVAVH |
| CVAGLGRAPV |  | LVALALIECG |  | MKYEDAVQFI |  | RQKRRGAFNS |  | KQLLYLEKYR |
| PKMRLRFRDT |  | NGHCCVQ    |  |            |  |            |  |            |

A: Аланін

C: Цистеїн

D: Аспарагінова кислота

E: Глутамінова кислота

F: Фенілаланін

G: Гліцин

H: Гістидин

I: Ізолейцин

K: Лізин

L: Лейцин

M: Метіонін

N: Аспарагін

P: Пролін

Q: Глутамін

R: Аргінін

S: Серин

T: Треонін

V: Валін

W: Триптофан

Кодований геном білок за функціями належить до гідролаз, протеїн-фосфатаз. 
Локалізований у клітинній мембрані, цитоплазмі, мембрані, ендосомах.